# Tour de Romandie 2015
69. edycja wyścigu kolarskiego Tour de Romandie odbędzie się w dniach 28 kwietnia-3 maja 2015 roku. Liczyć będzie sześć etapów, o łącznym dystansie 711,7 km. Wyścig zaliczany jest do rankingu światowego UCI World Tour 2015.

## Uczestnicy
Na starcie wyścigu stanęło 18 ekip. Wśród nich znalazło się wszystkie siedemnaście ekip UCI World Tour 2015 oraz jedna zaproszona przez organizatorów. 
Lista drużyn uczestniczących w wyścigu:
| Numery | Kod | Drużyna          |
| ------ | --- | ---------------- |
| 1-8    | SKY | Team Sky         |
| 11-18  | AST | Pro Team Astana  |
| 21-28  | BMC | BMC Racing Team  |
| 31-38  | MOV | Movistar Team    |
| 41-48  | IAM | IAM Cycling      |
| 51-58  | EQS | Etixx-Quick Step |
| 61-68  | KAT | Team Katusha     |
| 71-78  | FDJ | FDJ.fr           |
| 81-88  | OGE | Orica GreenEDGE  |

| Numery  | Kod | Drużyna                  |
| ------- | --- | ------------------------ |
| 91-98   | ALM | Ag2r-La Mondiale         |
| 101-108 | LTS | Lotto Soudal             |
| 111-118 | TRE | Trek Factory Racing      |
| 121-128 | TTS | Team Tinkoff-Saxo        |
| 131-138 | LAM | Lampre-Merida            |
| 141-148 | GIA | Team Giant-Alpecin       |
| 151-158 | TCG | Team Cannondale - Garmin |
| 161-168 | TLJ | Team LottoNL - Jumbo     |
| 171-178 | EUC | Team Europcar            |

## Etapy
| Etap | Data        | Start - Meta             | km    | Typ         | Zwycięzca etapu  | Lider            |
| ---- | ----------- | ------------------------ | ----- | ----------- | ---------------- | ---------------- |
| 1.   | 28 kwietnia | Lac de Joux              | 19,2  | TTT         | Team Sky         | Geraint Thomas   |
| 2.   | 29 kwietnia | Apples - Saint-Imier     | 166,1 | Pagórkowaty | Michael Albasini | Michael Albasini |
| 3.   | 30 kwietnia | Moutier - Porrentruy     | 173,2 | Pagórkowaty | Michael Albasini | Michael Albasini |
| 4.   | 1 maja      | La Neuveville - Fribourg | 169,8 | Pagórkowaty | Stefan Küng      | Michael Albasini |
| 5.   | 2 maja      | Fribourg - Champex-Lac   | 166,1 | Górski      | Thibaut Pinot    | Ilnur Zakarin    |
| 6.   | 3 maja      | Lozanna                  | 17,3  | ITT         | Tony Martin      | Ilnur Zakarin    |

### Etap 1 - 28.04: Lac de Joux, 19,2 km
| # | Zespół          | Czas    |
| - | --------------- | ------- |
| 1 | Team Sky        | 21' 19" |
| 2 | Orica-GreenEDGE | + 0"    |
| 3 | Team Katusha    | + 5"    |

| #   | Zawodnik           | Zespół | Czas     |
| --- | ------------------ | ------ | -------- |
| 1   | Geraint Thomas     | SKY    | 21' 19"  |
| 2   | Elia Viviani       | SKY    | + 0"     |
| 3   | Ian Stannard       | SKY    | + 0"     |
|     |                    |        |          |
| 61  | Przemysław Niemiec | LAM    | + 41"    |
| 83  | Rafał Majka        | TTS    | + 55"    |
| 85  | Paweł Poljański    | TTS    | + 55"    |
| 124 | Michał Gołaś       | EQS    | + 2' 07" |

### Etap 2 - 29.04: Apples - Saint-Imier, 166,1 km
| #  | Zawodnik           | Zespół | Czas       |
| -- | ------------------ | ------ | ---------- |
| 1  | Michael Albasini   | OGE    | 4h 21' 43" |
| 2  | Jarlinson Pantano  | IAM    | + 0"       |
| 3  | Julian Alaphilippe | EQS    | + 0"       |
|    |                    |        |            |
| 14 | Rafał Majka        | TTS    | + 0"       |
| 53 | Przemysław Niemiec | LAM    | + 1' 41"   |
| 75 | Paweł Poljański    | TTS    | + 4' 12"   |
| -  | Michał Gołaś       | EQS    | DNS        |

| #  | Zawodnik           | Zespół | Czas       |
| -- | ------------------ | ------ | ---------- |
| 1  | Michael Albasini   | OGE    | 4h 42' 52" |
| 2  | Ivan Santaromita   | OGE    | + 10"      |
| 3  | Chris Froome       | SKY    | + 10"      |
|    |                    |        |            |
| 35 | Rafał Majka        | TTS    | + 1' 05"   |
| 52 | Przemysław Niemiec | LAM    | + 2' 32"   |
| 74 | Paweł Poljański    | TTS    | + 5' 17"   |

### Etap 3 - 30.04: Moutier - Porrentruy, 173,2 km
| #  | Zawodnik           | Zespół | Czas       |
| -- | ------------------ | ------ | ---------- |
| 1  | Michael Albasini   | OGE    | 4h 14' 56" |
| 2  | Julian Alaphilippe | EQS    | + 0"       |
| 3  | Damiano Caruso     | BMC    | + 0"       |
|    |                    |        |            |
| 22 | Rafał Majka        | TTS    | + 0"       |
| 34 | Paweł Poljański    | TTS    | + 0"       |
| 76 | Przemysław Niemiec | LAM    | + 0"       |

| #  | Zawodnik           | Zespół | Czas       |
| -- | ------------------ | ------ | ---------- |
| 1  | Michael Albasini   | OGE    | 8h 57' 38" |
| 2  | Ivan Santaromita   | OGE    | + 20"      |
| 3  | Chris Froome       | SKY    | + 20"      |
|    |                    |        |            |
| 35 | Rafał Majka        | TTS    | + 1' 15"   |
| 51 | Przemysław Niemiec | LAM    | + 2' 42"   |
| 66 | Paweł Poljański    | TTS    | + 5' 27"   |

### Etap 4 - 01.05: La Neuveville - Fribourg, 169,8 km
| #  | Zawodnik           | Zespół | Czas       |
| -- | ------------------ | ------ | ---------- |
| 1  | Stefan Küng        | BMC    | 4h 35' 10" |
| 2  | Jan Bakelants      | ALM    | + 38"      |
| 3  | Bert-Jan Lindeman  | TLJ    | + 39"      |
|    |                    |        |            |
| 18 | Rafał Majka        | TTS    | + 52"      |
| 20 | Paweł Poljański    | TTS    | + 52"      |
| 92 | Przemysław Niemiec | LAM    | + 3' 31"   |

| #  | Zawodnik           | Zespół | Czas        |
| -- | ------------------ | ------ | ----------- |
| 1  | Michael Albasini   | OGE    | 13h 33' 40" |
| 2  | Ivan Santaromita   | OGE    | + 20"       |
| 3  | Chris Froome       | SKY    | + 20"       |
|    |                    |        |             |
| 32 | Rafał Majka        | TTS    | + 1' 15"    |
| 55 | Przemysław Niemiec | LAM    | + 5' 21"    |
| 56 | Paweł Poljański    | TTS    | + 5' 27"    |

### Etap 5 - 02.05: Fribourg - Champex-Lac, 166,1 km
| #  | Zawodnik           | Zespół | Czas       |
| -- | ------------------ | ------ | ---------- |
| 1  | Thibaut Pinot      | FDJ    | 4h 38' 54" |
| 2  | Ilnur Zakarin      | KAT    | + 7"       |
| 3  | Romain Bardet      | ALM    | + 20"      |
|    |                    |        |            |
| 6  | Rafał Majka        | TTS    | + 20"      |
| 32 | Paweł Poljański    | TTS    | + 4' 34"   |
| 58 | Przemysław Niemiec | LAM    | + 12' 46"  |

| #  | Zawodnik           | Zespół | Czas        |
| -- | ------------------ | ------ | ----------- |
| 1  | Ilnur Zakarin      | KAT    | 18h 13' 00" |
| 2  | Thibaut Pinot      | FDJ    | + 6"        |
| 3  | Chris Froome       | SKY    | + 14"       |
|    |                    |        |             |
| 11 | Rafał Majka        | TTS    | + 1' 09"    |
| 36 | Paweł Poljański    | TTS    | + 9' 35"    |
| 52 | Przemysław Niemiec | LAM    | + 17' 41"   |

### Etap 6 - 03.05: Lozanna, 17,3 km
| #  | Zawodnik           | Zespół | Czas     |
| -- | ------------------ | ------ | -------- |
| 1  | Tony Martin        | EQS    | 23' 18"  |
| 2  | Simon Špilak       | KAT    | + 11"    |
| 3  | Ilnur Zakarin      | KAT    | + 13"    |
|    |                    |        |          |
| 9  | Rafał Majka        | TTS    | + 28"    |
| 45 | Paweł Poljański    | TTS    | + 1' 42" |
| 63 | Przemysław Niemiec | LAM    | + 2' 05" |

| #  | Zawodnik           | Zespół | Czas        |
| -- | ------------------ | ------ | ----------- |
| 1  | Ilnur Zakarin      | KAT    | 18h 36' 30" |
| 2  | Simon Špilak       | KAT    | + 17"       |
| 3  | Chris Froome       | SKY    | + 35"       |
|    |                    |        |             |
| 7  | Rafał Majka        | TTS    | + 1' 24"    |
| 39 | Paweł Poljański    | TTS    | + 11' 04"   |
| 51 | Przemysław Niemiec | LAM    | + 19' 33"   |

## Liderzy klasyfikacji po etapach
| Etap                 | Zwycięzca            | Klasyfikacja generalna | Klasyfikacja sprinterska | Klasyfikacja górska | Klasyfikacja młodzieżowa | Klasyfikacja drużynowa |
| -------------------- | -------------------- | ---------------------- | ------------------------ | ------------------- | ------------------------ | ---------------------- |
| 1                    | Team Sky             | Geraint Thomas         | —                        | —                   | Luke Rowe                | Team Sky               |
| 2                    | Michael Albasini     | Michael Albasini       | Jonathan Fumeaux         | Maksim Bielkow      | Simon Yates              | Orica GreenEDGE        |
| 3                    | Michael Albasini     | Michael Albasini       | Jonathan Fumeaux         | Maksim Bielkow      | Simon Yates              | Orica GreenEDGE        |
| 4                    | Stefan Küng          | Michael Albasini       | Jonathan Fumeaux         | Maksim Bielkow      | Simon Yates              | BMC Racing Team        |
| 5                    | Thibaut Pinot        | Ilnur Zakarin          | Maksim Bielkow           | Maksim Bielkow      | Thibaut Pinot            | Team Katusha           |
| 6                    | Tony Martin          | Ilnur Zakarin          | Maksim Bielkow           | Maksim Bielkow      | Thibaut Pinot            | Team Katusha           |
| Klasyfikacja końcowa | Klasyfikacja końcowa | Ilnur Zakarin          | Maksim Bielkow           | Maksim Bielkow      | Thibaut Pinot            | Team Katusha           |

## Klasyfikacje końcowe

### Klasyfikacja generalna
|    | Zawodnik           | Zespół            | Czas        |
| -- | ------------------ | ----------------- | ----------- |
| 1  | Ilnur Zakarin      | Team Katusha      | 18h 36' 30" |
| 2  | Simon Špilak       | Team Katusha      | + 17"       |
| 3  | Chris Froome       | Team Sky          | + 35"       |
| 4  | Thibaut Pinot      | FDJ.fr            | + 49"       |
| 5  | Rigoberto Urán     | Etixx-Quick Step  | + 1' 20"    |
| 6  | Simon Yates        | Orica GreenEDGE   | + 1' 21"    |
| 7  | Rafał Majka        | Team Tinkoff-Saxo | + 1' 24"    |
| 8  | Nairo Quintana     | Movistar Team     | + 1' 42"    |
| 9  | Romain Bardet      | Ag2r-La Mondiale  | + 1' 43"    |
| 10 | Vincenzo Nibali    | Pro Team Astana   | + 1' 54"    |
|    |                    |                   |             |
| 39 | Paweł Poljański    | Team Tinkoff-Saxo | + 11' 04"   |
| 51 | Przemysław Niemiec | Lampre-Merida     | + 19' 33"   |

|    | Zawodnik        | Zespół            | Punkty |
| -- | --------------- | ----------------- | ------ |
| 1  | Maksim Bielkow  | Team Katusha      | 59     |
| 2  | Nairo Quintana  | Movistar Team     | 22     |
| 3  | Jan Bakelants   | Ag2r-La Mondiale  | 17     |
| 4  | Bryan Naulleau  | Team Europcar     | 16     |
| 5  | Paweł Koczetkow | Team Katusha      | 15     |
|    |                 |                   |        |
| 15 | Rafał Majka     | Team Tinkoff-Saxo | 8      |

|   | Zawodnik         | Zespół                   | Punkty |
| - | ---------------- | ------------------------ | ------ |
| 1 | Maksim Bielkow   | Team Katusha             | 15     |
| 2 | Jonathan Fumeaux | IAM Cycling              | 12     |
| 3 | Bryan Naulleau   | Team Europcar            | 9      |
| 4 | Stefan Küng      | BMC Racing Team          | 8      |
| 5 | Ryder Hesjedal   | Team Cannondale - Garmin | 6      |

|   | Zawodnik        | Zespół            | Czas        |
| - | --------------- | ----------------- | ----------- |
| 1 | Thibaut Pinot   | FDJ.fr            | 18h 37' 19" |
| 2 | Simon Yates     | Orica GreenEDGE   | + 32"       |
| 3 | Nairo Quintana  | Movistar Team     | + 53"       |
| 4 | Romain Bardet   | Ag2r-La Mondiale  | + 54"       |
| 5 | Rohan Dennis    | BMC Racing Team   | + 9' 51"    |
|   |                 |                   |             |
| 6 | Paweł Poljański | Team Tinkoff-Saxo | + 10' 15"   |

|   | Zespół            | Czas        |
| - | ----------------- | ----------- |
| 1 | Team Katusha      | 55h 08′ 54″ |
| 2 | Pro Team Astana   | + 4' 21"    |
| 3 | Team Tinkoff-Saxo | + 7' 56"    |
| 4 | IAM Cycling       | + 8' 41"    |
| 5 | Movistar Team     | + 11' 28"   |